# La Cancha

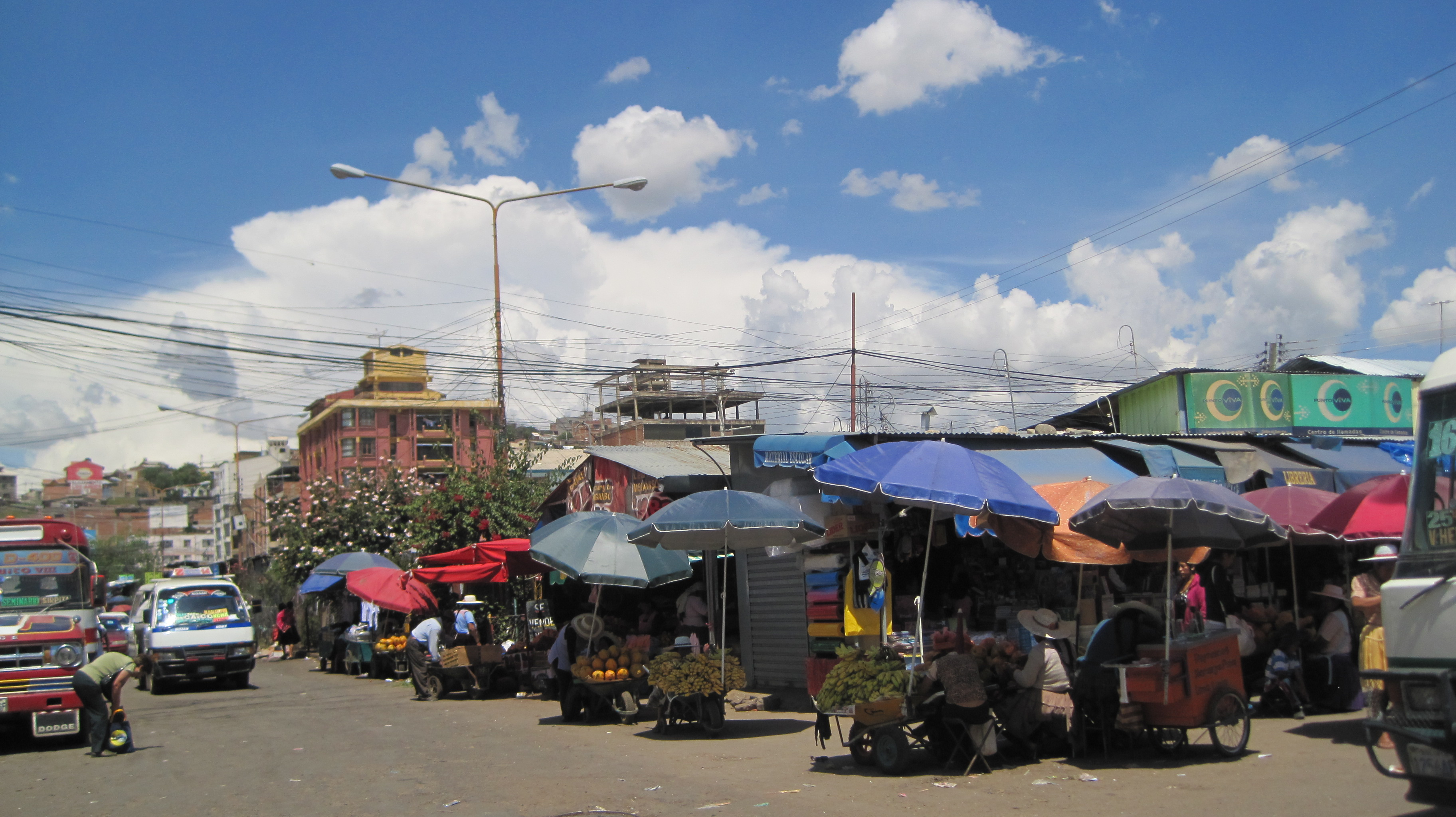
La Pampa

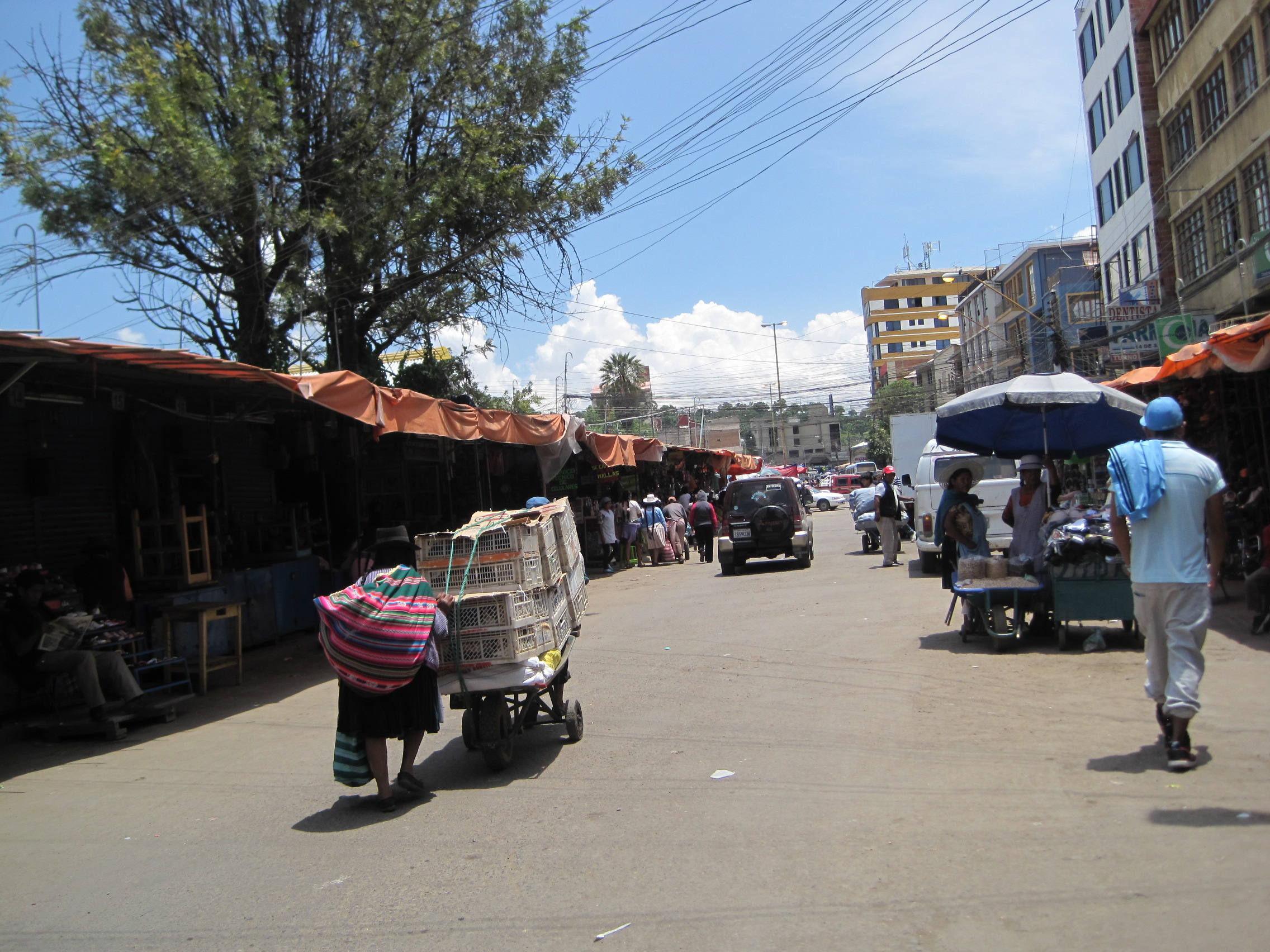
Mercado San Antonio

La Cancha es un sector comercial del centro y sur de la ciudad de Cochabamba, Bolivia. En la Cancha se comercializan desde alimentos básicos hasta automóviles de segunda mano de distintas marcas,siendo la venta ambulante y el comercio informal las principales actividades.

## Mercados
Esta área abarca a cinco mercados principales, conocidos como: 
- Mercado La Pampa (principal)
- Mercado Alejo Calatayud
- Mercado Fidel Aranibar
- Mercado La Paz
- Mercado San Antonio

También hay mercados y centros comerciales privados como el Centro Comercial El Gallo y el Centro Comercial Cochabamba, entre otros.

## Días de feria
Son llamados "días de feria" aquellos días en los cuales la actividad comercial es abundante en comparación a los demás días de la semana. Estos días son los miércoles y sábados. La actividad económica en este sector se lleva adelante todos los días de la semana, pero el incremento de productos, comerciantes compradores y consumidores alcanza su mayor auge los "días de feria".

## Comercio informal y ambulante
La Cancha cuenta con un amplio número de comerciantes que ofertan una gran cantidad de productos, esta actividad identificada como comercio informal es criticada como sumida en el desorden, y como actividad de subsistencia.

## Comercio de artesanías

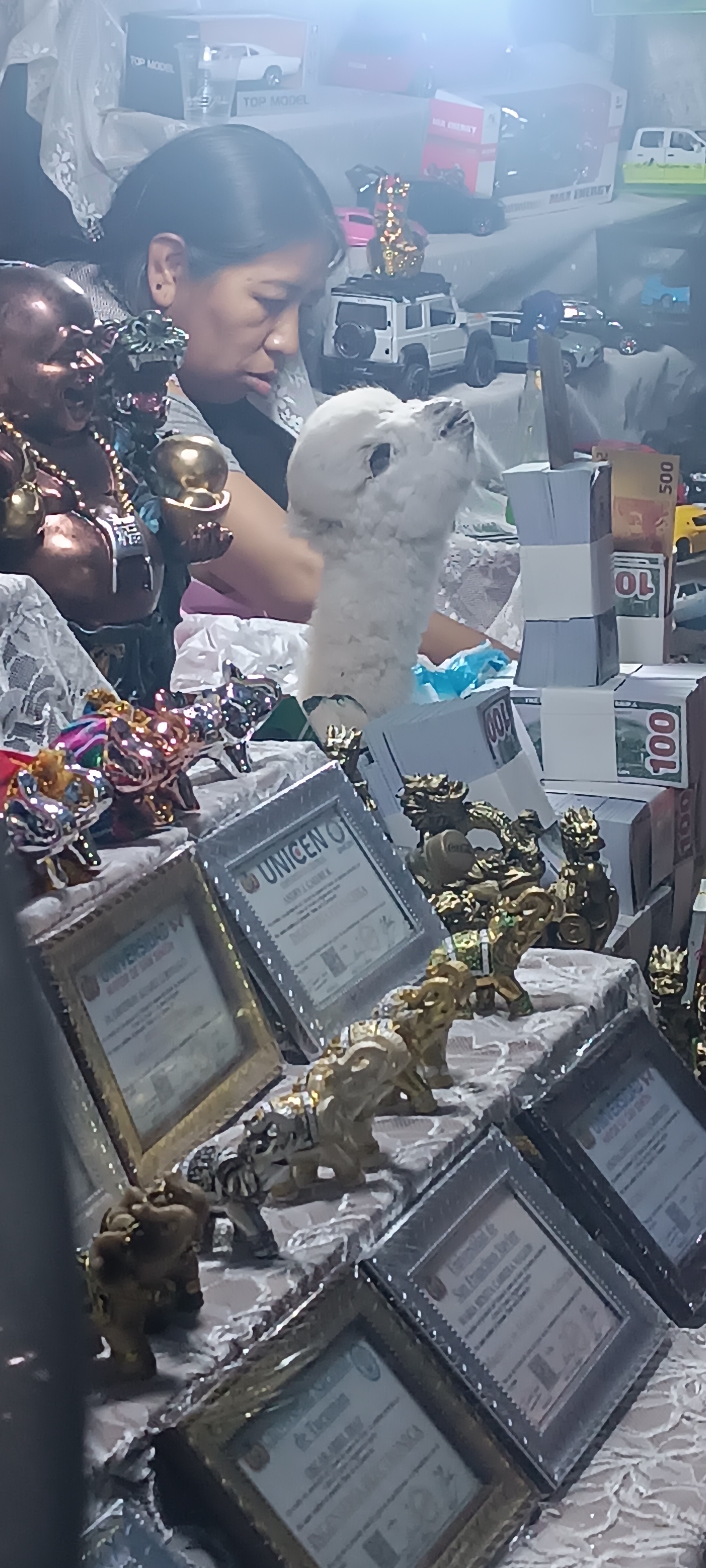
Puesto con objetos artesanales para k'oas

En la Cancha es posible encontrar una variedad de productos artesanales, principalmente en los mercados La Pampa y San Antonio, aunque ninguno de ellos está destinado exclusivamente al comercio de artesanía, sino que el rubro convive con el comercio de otros tipos de productos, como vestimentas, alimentos, instrumentos musicales y abarrotes, entre otros, al igual que servicios como comedores populares. Esta heterogeneidad es propia de toda la Cancha, pues en todas sus secciones se ofrecen productos y servicios de distinto tipo.
En los pasillos del mercado La Pampa se comercializan artesanías en ropa y calzado tradicional, muebles y decoraciones de madera, artículos de medicina tradicional, especias, brebajes y figuras animales en taxidermia para fines ceremoniales.
Por su parte, en el mercado San Antonio existe una sección artesanal en la que se comercializan tejidos y vestimenta típica y folklórica, objetos decorativos y artículos para el hogar en cerámica, instrumentos musicales (sobre todo nativos) y abarcas de cuero o goma, además de antigüedades.

## Críticas
La alta concentración de vendedores y compradores en la Canchaha significado la saturación de espacios urbanos, aceras y áreas verdes, generando críticas y solicitudes de intervención  con el afán de mitigar los problemas generados, como ser: grandes cantidades de deshechos depositados en las vías, congestionamiento vehicular e incomodidad para desplazarse.
Los comerciantes asentados en el sector han desestimado proyectos para reordenar las actividades en infraestructuras de más de un nivel. Por ejemplo, han rechazado la construcción de un segundo piso en el mercado Calatayud.
Mercado 25 de Mayo (Cochabamba)